# ساختمان فدرال سان فرانسیسکو
ساختمان فدرال سان فرانسیسکو (انگلیسی: San Francisco Federal Building)بنایی ۱۸ طبقه است که در پلاک ۹۰ خیابان هفتم در ساوت آو مارکت سان فرانسیسکو در ایالت کالیفرنیا آمریکا قرار دارد.
این بنا را تام مین، معمار شرکت مورفوسیس با استفاده از تضاد بین دیواره‌ای سیمانی خاکستری، قاب‌های فلزی سوراخ‌دار، و سقف‌های چوبی طراحی کرد. انتظار می‌رفت که این ساختمان در سال ۲۰۰۵ تکمیل شود، اما مشکلات ساخت‌وساز و تاخیرات پروژه را تا سال ۲۰۰۷ به تعویق انداخت.
این ساختمان یکی از نمونه‌های شاخص معماری پایدار و سبز است، به گونه‌ای که ۸۰ درصد روشنایی آن با نور طبیعی تأمین می‌شود و برای تهویه مطبوع از جریان باد طبیعی استفاده می‌کند. این بنا نخستین ساختمان اداری فدرال آمریکایی است که توانست معیارهای پیشرو در طراحی محیطی و انرژی (لید) را تأمین کند.